# Palo Blanco-El Cerezo
Palo Blanco-El Cerezo es un caserío peruano ubicado en el distrito de Salitral, perteneciente a la provincia de Morropón del departamento de Piura, al norte del Perú. 

## Ubicación
Palo Blanco-El Cerezo se ubica al sureste de la provincia de Morropón, en el distrito de Salitral, en el departamento de Piura.

## Demografía
En 2017 Palo Blanco-El Cerezo tenía una población de 654 habitantes.
| Gráfica de evolución demográfica de Palo Blanco-El Cerezo entre 1993 y 2017 |
|                                                                             |
| Fuentes: Población 1993 y 2017                                              |